# Бутяга Володимир Іванович
Володимир Іванович Бутяга — кадровий український дипломат, Надзвичайний і Повноважний Посол України.

## Біографія
Народився 9 травня 1949 року в селі Велика Багачка Великобагачанського району Полтавської області.
Батько — сільський вчитель; мати — колгоспниця.
У 1966 році після закінчення школи працював різноробочим на цегельні с. Велика Багачка. Пізніше вступив на історичний факультет Харківського державного університету імені О. М. Горького, який закінчив у 1971 році.
У 1971—1973 рр. проходив строкову службу в Радянській армії в Угорщині. Командир мотострілецького взводу в/ч 61484.
У 1973—1979 рр. працював на керівній комсомольській роботі у Херсонському обласному комітеті ЛКСМУ, м. Херсон.
З 1979 по 1981 роки викладав на факультеті міжнародних відносин та міжнародного права Київського Державного університету ім. Т. Г. Шевченка.
У 1981—1983 роках був слухачем Дипломатичної академії МЗС СРСР, м. Москва, юрист-міжнародник, сходознавець зі знанням перської мови (Фарсі) та мови Дарі, диплом з відзнакою.

### Дипломатична робота
З 1983 по 1986 рр. працював радником Посольства СРСР у Демократичній Республіці Афганістан. Учасник бойових дій.
По тому, до 1993 року працював на посаді старшого викладача Українського Інституту міжнародних відносин при Київському національному університеті імені Тараса Шевченка.
У 1993—1996 роках — перший секретар, радник Посольства України в Ісламській Республіці Іран.Один із співзасновників української дипустанови в Ірані, м. Тегеран.
У 1996—1997 роках — Тимчасовий Повірений у справах України в Ісламській Республіці Іран.
З травня 1997 по травень 2000 року був Надзвичайним і Повноважним Послом України в Ісламській Республіці Іран. Був ініціатором будівництва в Ірані авіаційного заводу з виробництва літаків АН-140, масштабних україно-іранських контрактів у галузі вагонобудування, двигунобудування та транспорту. Був одним із співзасновників Посольства України в Ісламській Республіці Пакистан, м. Ісламабад.
У травні 2000 року став першим заступником директора Українського Центру досліджень проблем міжнародної безпеки.
У травні 2001 року призначений Надзвичайним і Повноважним Послом України в Федеративній Республіці Нігерія — перший Посол нашої Держави в цій країні. Ініціював та забезпечив підписання масштабного україно-нігерійського контракту з добудови Аджаокутського металургійного комбінату.
У вересні 2001  р. — Надзвичайний і Повноважний Посол України в Республіці Гамбія (за сумісництвом)- перший Посол України. Організував і забезпечив поставки великих за вартістю українських морських поромів та сільськогосподарської техніки в цю країну.
У листопаді 2003 р. був переведений на посаду Надзвичайного і Повноважного Посла України в Ісламській Республіці Іран, на якій пробув до вересня 2006 року.
У вересні 2006 р. став радником з питань міжнародного співробітництва керівника органу центральної виконавчої влади України, м. Київ.
25 січня 2010 р. був призначений Надзвичайним і Повноважним Посолом України в Республіці Кенія. 31 травня-11 червня 2010 року — очолював українську делегацію на Оглядовій Конференції Міжнародного кримінального суду, що проходила у м. Кампала, Уганда. Брав безпосередню участь в організації заходів по звільненню захоплених сомалійськими піратами громадян України та українських кораблів.
З 27 квітня 2011 р. — Постійний Представник України при Програмі ООН з навколишнього середовища (ЮНЕП) та Постійний Представник України при Програмі ООН з населених пунктів (ООН-ХАБІТАТ) (за сумісництвом).
У лютому-квітні 2011 року — призначений Спеціальним Представником МЗС України в Великій Соціалістичній Народній Лівійській Арабській Джамагирії під час активної фази Громадянської війни у Лівії, м. Триполі.
З 6 травня 2011 р. — також за сумісництвом Надзвичайний і Повноважний Посол України в Об'єднаній Республіці Танзанія — перший Посол України.
У серпні-вересні 2012 року — призначений Спеціальним Представником МЗС України в Сирійській Арабській Республіці. Вирішення питань функціонування української дипломатичної установи та евакуації громадян України під час критичної фази громадянської війни у Сирії, м. Дамаск.
18 жовтня 2013 — 31 березня 2014 — призначений Надзвичайний і Повноважний Посол України в Республіці Південний Судан за сумісництвом. Перший Посол України.
Володіє: Перською (Фарсі)- професійний рівень, Дарі- професійний рівень, англійською- функціональний рівень.

### Дипломатичний ранг
- Надзвичайний і Повноважний Посланник України І класу (Указ Президента України № 373/1998 від 24.04.1998 р.)
- Надзвичайний і Повноважний Посол України (Указ Президента України № 526/2002 від 06.06.2002 р.)

## Нагороди
- Подяка Президента України (2010 р.)
- орден «За заслуги» ІІІ ступеня (2011 р.)
- орден «Богдана Хмельницького» ІІІ ступеня (1996 р.)
- орден «Червоної Зірки» (1987 р.)
- орден Афганістану «За хоробрість» (1985 р.)
- «Діамантовий хрест» (2008 р.)
- «Іменна вогнепальна зброя» (2006 р.)
- медаль «За мужність та відвагу» (2003 р.)
- медаль Інтерполу «За заслуги» ІІ ступеня (2008 р.)
- Грамота Президії Верховної Ради СРСР від 29.12.1988 р. «За мужество и воинскую доблесть, проявленную при выполнении интернационального долга в Республике Афганистан»
- Відзнака Президента України — медаль «Захиснику Вітчизни» (1999 р.)
- 20 інших медалей.